# Euphorbia caudiculosa
Euphorbia caudiculosa är en törelväxtart som beskrevs av Pierre Edmond Boissier. Euphorbia caudiculosa ingår i släktet törlar, och familjen törelväxter. Inga underarter finns listade i Catalogue of Life.